# Grottes du Régulus
Les grottes du Régulus sont situées dans la commune de Meschers-sur-Gironde, à une dizaine de kilomètres de Royan, en Charente-Maritime.
Tout comme les grottes de Matata toutes proches, elles constituent un site touristique ouvert à la visite une partie de l'année.

## Habitat troglodytique
Les grottes du Régulus constituent un ensemble d'habitations troglodytiques aménagées dans des cavités naturelles au cours des siècles.
Des cavités naturelles, issues de phénomènes de dissolution habituels dans le calcaire, et agrandies au fil des siècles par l'homme, ont servi pendant des siècles d'habitat ou de refuge. Des hommes préhistoriques y ont vécu; plus tard, des miséreux s'y sont constitué un logis.
Au VIIIe siècle, les Sarrasins ont creusé, d'après la tradition, des silos dans les terrasses, encore visibles et qui servirent plus tard à cacher le sel de la contrebande afin de ne pas payer l'impôt de la gabelle.
Plus tard encore, au temps des Guerres de Religion, les protestants se réunissaient dans ces grottes pour y célébrer leur culte. La tradition en a fait également un repaire de pirates et de détrousseurs d'épaves : l'histoire a ainsi retenu le nom d'un certain « Cadet », qui, toujours selon la tradition, guidait les navires sur les récifs à l'aide d'une lanterne accrochée aux cornes d'un bélier promené sur le rivage, induisant les marins en erreur, et causant leur naufrage.
Aux XIXe et XXe siècles, alors que la commune est bouleversée par la grande vogue des bains de mer, les grottes sont soit des logements privés (la dernière habitante, Marie Guichard, est décédée en 1923), soit des « guinguettes » où l'ont vient se délasser après le bain. Certaines sont transformées en résidences secondaires par de riches bourgeois (famille Hennessy, célèbres producteurs de cognac, par exemple...).

## Étymologie
Les grottes du Régulus doivent leur nom à un vaisseau de guerre français, « Le Régulus », sabordé par son capitaine en 1814, au moment de la débâcle de l'empire, afin qu'il ne tombe pas aux mains des Anglais.

## Contexte géologique
Les falaises dans lesquelles ont été aménagées les grottes du Régulus et de Matata résultent d'une élévation considérable du niveau de la mer, intervenue pendant la période cénomanienne (« mer cénomanienne »), au Crétacé.
L'accumulation de dépôts d'origine végétale (plantes, algues...) et animales (poissons, coquillages, reptiles marins...) ont formé, au cours des siècles, des couches de sédiments d'une hauteur impressionnante, qui ont été immergées et submergées à plusieurs reprises.
La partie supérieure des falaises est constituée de strates datant de la période maastrichtienne (environ  -70,6 ± 0,6 et -65,5 ± 0,3 million d'années), c'est-à-dire la toute fin de la période du Crétacé.

## Aménagement touristique
Creusées dans de puissantes falaises calcaires qui dominent l'estuaire de la Gironde de près de trente mètres, elles sont un lieu emblématique du département de la Charente-Maritime, et participent au renom de la station balnéaire de Meschers-sur-Gironde. Elles sont gérées par la municipalité et exploitées sous le nom de « Grottes du Régulus et des Fontaines ».
Au cours des années 1980, les grottes sont acquises par la municipalité et, après divers aménagements, sont ouvertes au public en 1986.
Diverses activités sont proposées durant l'année, parmi lesquelles :
- La visite guidée de 3/4 d'heure en français
- Le Rallye des Grottes pour les groupes d'enfants de 6 à 12 ans
- Participation à la Journée du Patrimoine de Pays le 24/06 et aux Journées européennes du patrimoine les 15-16 septembre
- les Nocturnes : spectacle animé par une troupe d'amateurs costumés, les mardis de juillet-août.
- les Rendez-vous des Grottes : soirées théâtre, un samedi/mois.

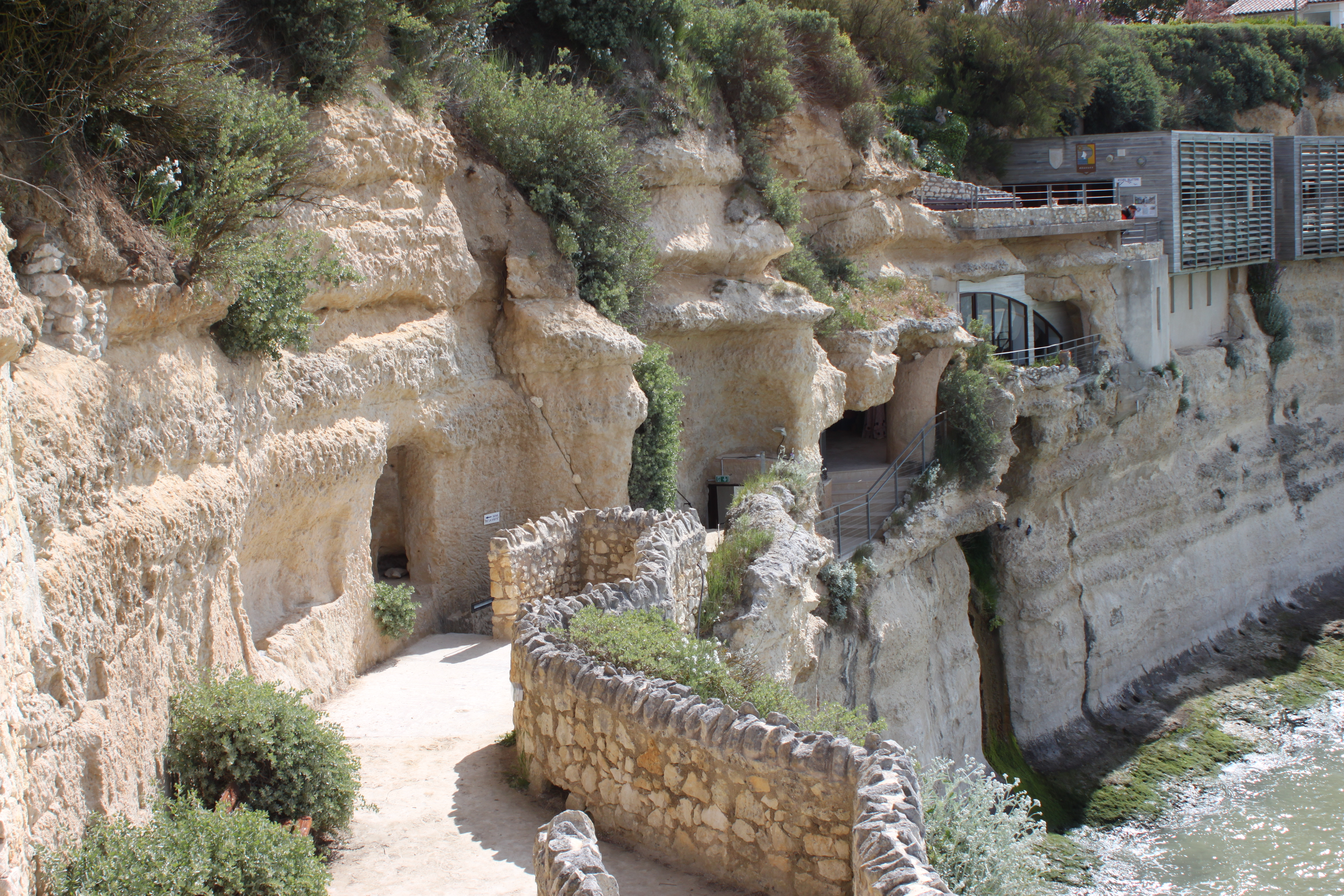
Autre vue des grottes